# Jelenia Głowa (Grotów)
Jelenia Głowa (Jeleń, Niedźwiady) – osada  wsi Grotów w Polsce, położona w województwie lubuskim, w powiecie strzelecko-drezdeneckim, w gminie Drezdenko, przy drodze wojewódzkiej nr 160.
W latach 1975–1998 osada administracyjnie należała do województwa gorzowskiego.